# Stevenage Football Club
Maillots
Actualités
Le Stevenage Football Club, anciennement Stevenage Borough Football Club, est un club de football anglais fondé en 1976 et basé à Stevenage. 
Le club évolue lors de la saison 2024-2025 en EFL League One (troisième division anglaise).

## Repères historiques

Ancien logo.

- Le club est fondé en 1976 à la suite de la faillite du Stevenage Athletic. Ce dernier avait été créé en 1968 après la dissolution du Stevenage Town Football Club, club créé en 1894.
- Lors de l'édition 2011 de la FA Cup le club qui évolue en D4 élimine Newcastle United, club de Premier League, en 32es de finale sur le score de 3-1.
- En 2010 le club monte en EFL League Two (quatrième division anglaise) puis en EFL League One (troisième division anglaise) la saison suivante en remportant les barrages d'accession en battant Accrington Stanley en finale.
- À l'issue de la saison 2013-2014 le club est relégué en EFL League Two (quatrième division anglaise).
- À l'issue de la saison 2019-2020 le club est relégué sportivement en National League (cinquième division anglaise), mais est repêché à la relégation administrative de Macclesfield Town pour salaires impayés.
- À partir de la saison 2019-2020, le club s'offre une belle campagne de communication grâce à Burger King, un de ses sponsors principaux. En effet, la chaîne de restauration rapide met au défi les amateurs de Fifa de monde entier en les exhortant à utiliser un des joueurs de l'équipe. En décembre 2020, un autre grand coup de Burger King offre une visibilité à la section féminine: le logo habituel apparaît sur le maillot des filles mais avec le nom de Burger Queen[2].
- Á l'issue de la saison 2022-23, le club est promu en Football League One, où il évoluera pour la saison 2023-2024.

## Bilan saison par saison
|           | I | II | III | IV | V | Points | Journées | V  | N  | D  | B.M. | B.P. | Diff. |
| 2020-2021 |   |    |     | 14 |   | 60 pts | 46       | 14 | 18 | 14 | 41   | 41   | 0     |
| 2019-2020 |   |    |     | 23 |   | 22 pts | 36       | 3  | 13 | 20 | 24   | 50   | -26   |
| 2018-2019 |   |    |     | 10 |   | 70 pts | 46       | 20 | 10 | 16 | 59   | 55   | +4    |
| 2017-2018 |   |    |     | 16 |   | 55 pts | 46       | 14 | 13 | 19 | 60   | 65   | -5    |
| 2016-2017 |   |    |     | 10 |   | 67 pts | 46       | 20 | 7  | 19 | 67   | 63   | +4    |
| 2015-2016 |   |    |     | 18 |   | 48 pts | 46       | 11 | 15 | 20 | 52   | 67   | -15   |
| 2014-2015 |   |    |     | 6  |   | 72 pts | 46       | 20 | 12 | 14 | 62   | 54   | +8    |
| 2013-2014 |   |    | 24  |    |   | 42 pts | 46       | 11 | 9  | 26 | 46   | 62   | -26   |
| 2012-2013 |   |    | 18  |    |   | 54 pts | 46       | 15 | 9  | 22 | 47   | 64   | -17   |
| 2011-2012 |   |    | 6   |    |   | 73 pts | 46       | 18 | 19 | 9  | 69   | 44   | +25   |
| 2010-2011 |   |    |     | 6  |   | 69 pts | 46       | 18 | 15 | 13 | 62   | 45   | +17   |
| 2009-2010 |   |    |     |    | 1 | 99 pts | 44       | 30 | 9  | 5  | 79   | 24   | +55   |
| 2008-2009 |   |    |     |    | 5 | 81 pts | 46       | 23 | 12 | 11 | 73   | 54   | +19   |
| 2007-2008 |   |    |     |    | 6 | 79 pts | 46       | 24 | 7  | 15 | 82   | 55   | +27   |
| 2006-2007 |   |    |     |    | 8 | 70 pts | 46       | 20 | 10 | 16 | 76   | 66   | +10   |
| 2005-2006 |   |    |     |    | 6 | 69 pts | 42       | 19 | 12 | 11 | 62   | 47   | +15   |

## Palmarès
- Conference National (cinquième division) : 
  - Champion : 1996, 2010

- FA Trophy :
  - Vainqueur : 2007, 2009
  - Finaliste : 2002, 2010

## Anciens joueurs
- Tommy Ring
- Isaiah Rankin